# Kardinalfärgad rödrock
Kardinalfärgad rödrock (Ampedus cardinalis) är en art i insektsordningen skalbaggar som tillhör familjen knäppare. 

## Kännetecken
Denna skalbagge har en spolformad, långsmal kropp och når en längd på cirka 12 till 15 millimeter. Täckvingarna är klart cinnoberröda, resten av kroppen är svart.

## Utbredning
Utbredningsområdet omfattar mellersta Europa. I Norden har den hittats i Danmark och Sverige.

## Status
I Sverige är arten betraktad som missgynnad. Det största hotet är igenväxning av dess habitat som är öppna till halvöppna områden med äldre lövträd, som hagmarker. 

## Levnadssätt
Som larv lever den kardinalfärgade rödrocken i rödmurken ved, framför allt av ek, men ibland även i ved av ask eller lind. Utvecklingen från ägg till imago tar flera år. När larven är redo att förpuppa sig sker detta under slutet av sommaren. Puppan kläcks på hösten och den fullbildade skalbaggen tillbringar vintern i puppkammaren innan den kommer fram följande år.